# تونی رنیس
تونی رنیس (انگلیسی: Tony Renis؛ زادهٔ ۱۳ مهٔ ۱۹۳۸) یک موسیقی‌دان اهل ایتالیا است. وی بین سال‌های ۱۹۵۸ تا ۲۰۰۴ میلادی فعالیت می‌کرد.

## زندگینامه
تونی در میلان زاده شد و در نیمه دهه ۱۹۵۰ کار خود را با آدریانو چلنتانو آغاز کرد. در سال ۱۹۵۸، او قراردادی با کومبو رکورد به عنوان خواننده بست و شروع به انتشار آهنگ‌های ایتالیایی و آمریکایی کرد.

در سال ۱۹۶۲، آهنگی به نام «کی، کی، کی» که آلبرتو تستا آن را نوشته بود در جشنواره سن رمو اجرا کرد که موفقیت بین‌المللی کسب کرد. یک سال بعد، او در همان جشنواره با آهنگ «یکی برای همه» برنده شد و در سال ۱۹۶۷ او به جایگاه دوم را کسب کرد.
از فیلم‌ها یا مجموعه‌های تلویزیونی که وی در آن‌ها نقش داشته است، می‌توان به برای عشق… برای افسون… و سربازان و سرجوخه‌ها اشاره نمود.